# Jurij Smoljakov
Jurij Timofeevič Smoljakov (in russo Юрий Тимофеевич Смоляков?; Voronež, 20 settembre 1941) è un ex schermidore sovietico, vincitore di una medaglia d'argento nella scherma ai giochi olimpici.